# Embryo

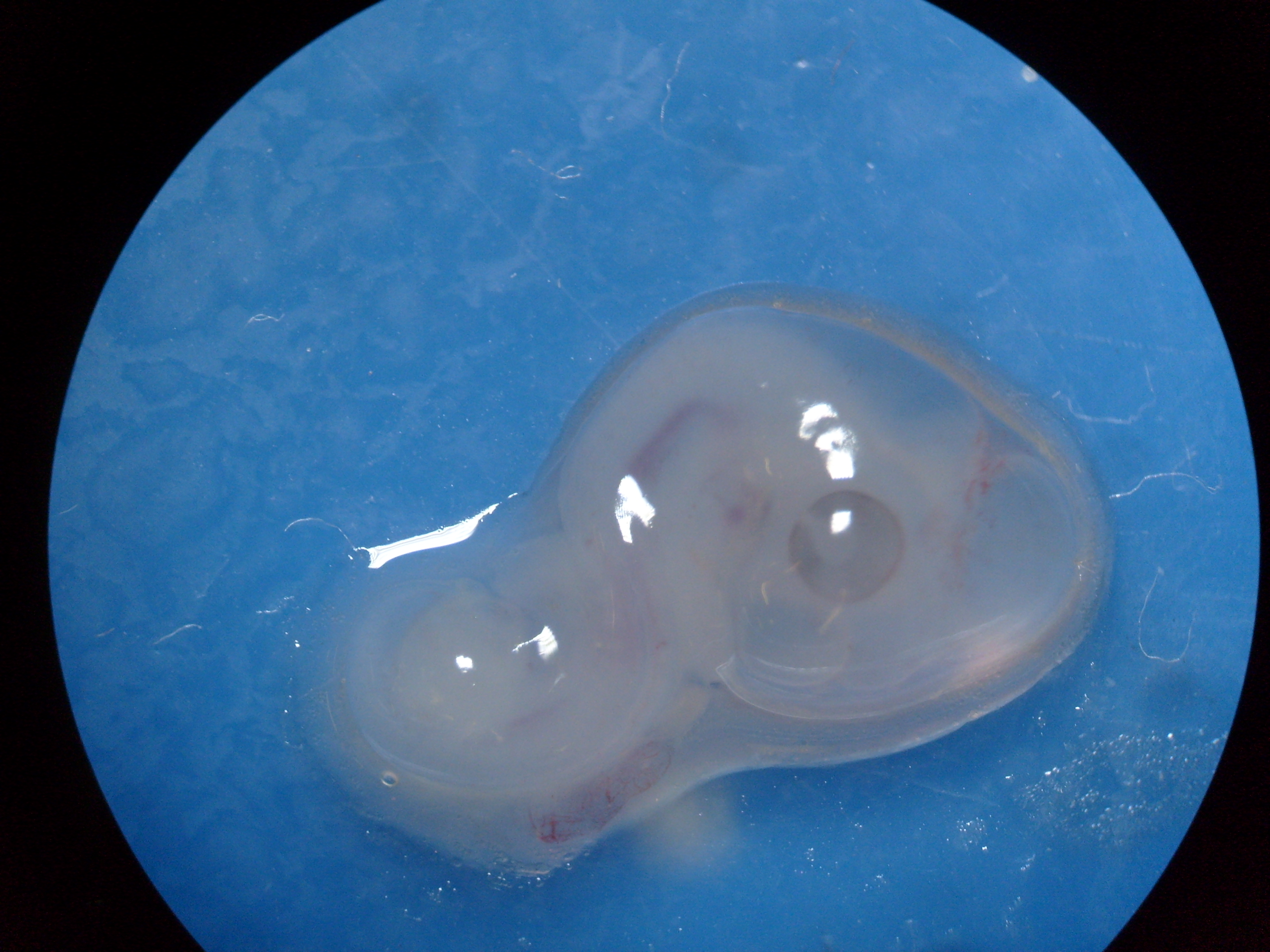
Embryo kuřete staré čtyři dny pod binolupou.

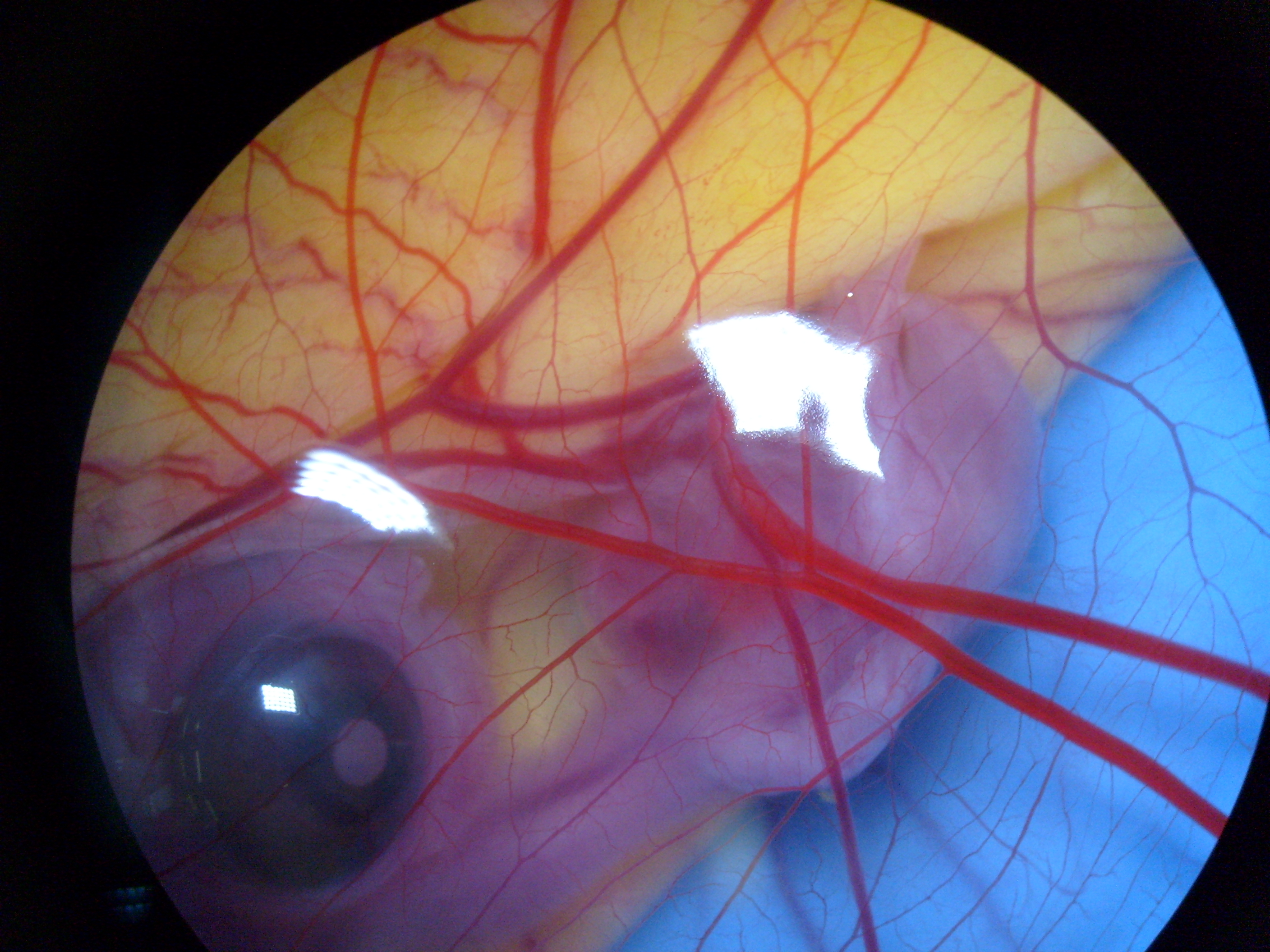
Embryo kuřete staré jeden týden pod binolupou.

Embryo (řecky: έμβρυον, česky zárodek) je jedna z prvních fází ontogenetického (individuálního) vývoje (vývoje jedince) eukaryotického mnohobuněčného organismu, v typickém případě živočicha či rostliny.

## Embryo v zoologii
U obratlovců jde o období od prvního rozdělení zygoty dokud se nevyvine v plod čili fétus. Embryonální období zahrnuje rýhování, vznik moruly a blastuly, diferenciaci, vývoj zárodečných listů a základů orgánových soustav. U člověka se jedná od období od 2. do 8. (nebo 10.) týdne intrauterinního vývoje, kdy se tvoří ze dvou zárodečných listů zárodečný terčík a tvoří se hlavní orgánové základy. Embryonální vývoj je tak vlastně pouze jedním ze tří stadií, jimiž vyvíjející se jedinec prochází:
- 1. fáze: vajíčko (ovum) + spermie (spermatozoon)
- 2. fáze: zárodek (embryo, jednotlivé fáze embrya - viz embryonální vývoj)

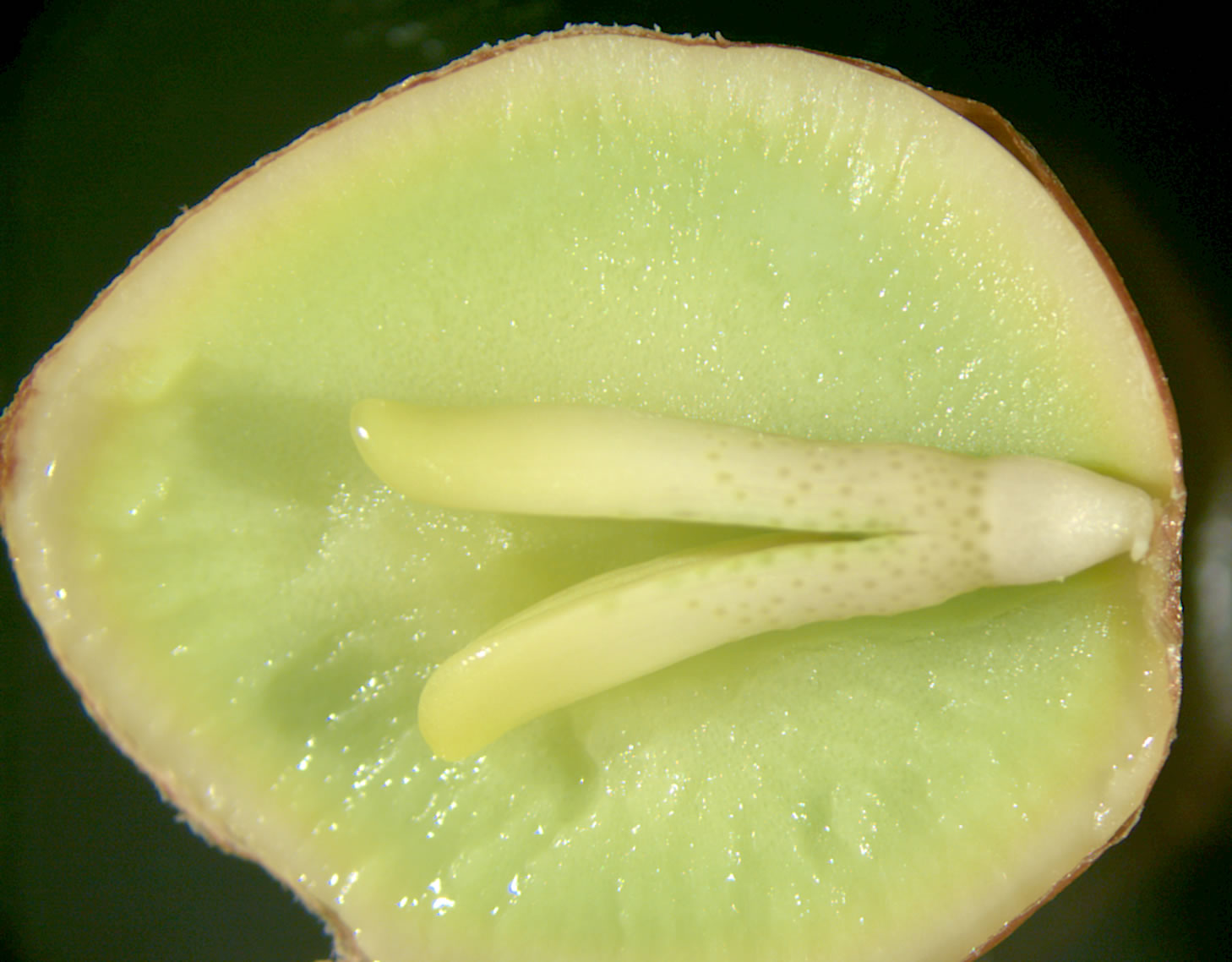
Embryo v semeni jinanu (Ginkgo)

- 3. fáze: plod (fétus)

## Embryo v botanice
V botanice je embryo součást semene. Semeno obsahuje ještě zásobní látky, ze kterých může embryo čerpat energii a prvotní stavební materiál při klíčení a vývoji klíční rostlinky. Některé klíčky je možné konzumovat, podobně jako microgreens, jejich další vývojovou fázi.